# Mary Fields
Mary Fields (Condado de Hickman, Tennessee, Estados Unidos, 1832-Great Falls, Montana, 1914), también conocida como "La Diligencia" (Stagecoach Mary), fue la primera mujer afroestadounidense empleada como cartera postal en Estados Unidos, y la segunda en trabajar para el Servicio Postal de los Estados Unidos.
Fields medía 1,80 metros y pesaba cerca de 90 kg y le gustaba fumar puros; solía llevar una pistola bajo el delantal y una jarra de whisky a su lado. Nacida esclava, creció huérfana, no tuvo educación, nunca se casó, ni tuvo hijos.
Reconocida por no perder un solo día de trabajo y se dice que podía enganchar seis caballos en menos de 5 minutos.

## Esbozo biográfico
Mary Fields vivió gracias a su ingenio y su fuerza. Viajó al norte de Ohio, se asentó en Toledo y trabajó para un convento católico donde formó un fuerte vínculo con la Madre Amadeus. Tiempo después, las monjas se trasladaron a Montana y María se enteró de la mala salud de la Madre Amadeus, así que se trasladó para vivir con ellas.
En alguna ocasión protegió a las monjas con su habilidad con el revólver, ya que era una buena pistolera. Abrió un café, pero su gran corazón llevó a la ruina su negocio porque gastaba sus beneficios alimentando a personas hambrientas. Así fue como, en 1895 encontró un puesto de trabajo que se adaptaba a ella, como repartidora de correo en el condado de Cascade. Ella y su mula Moisés se ganaron el apodo de "La Diligencia" ("Stagecoach") por entregar siempre las cartas, lloviera o nevara. Su tumba está marcada con una simple cruz.

## En la literatura
Es la protagonista de "Una carta desde las grandes cascadas", novela juvenil de Pierdomenico Baccalario. Según esta novela, Mary curó a una monja, la madre Amadeus con unas hierbas que serían las antecesoras de la fórmula de la Coca-Cola y que habría obtenido del doctor Pemberton, con quien se habría encontrado en el tren de viaje al Condado de Cascade.